# Margus Hanson

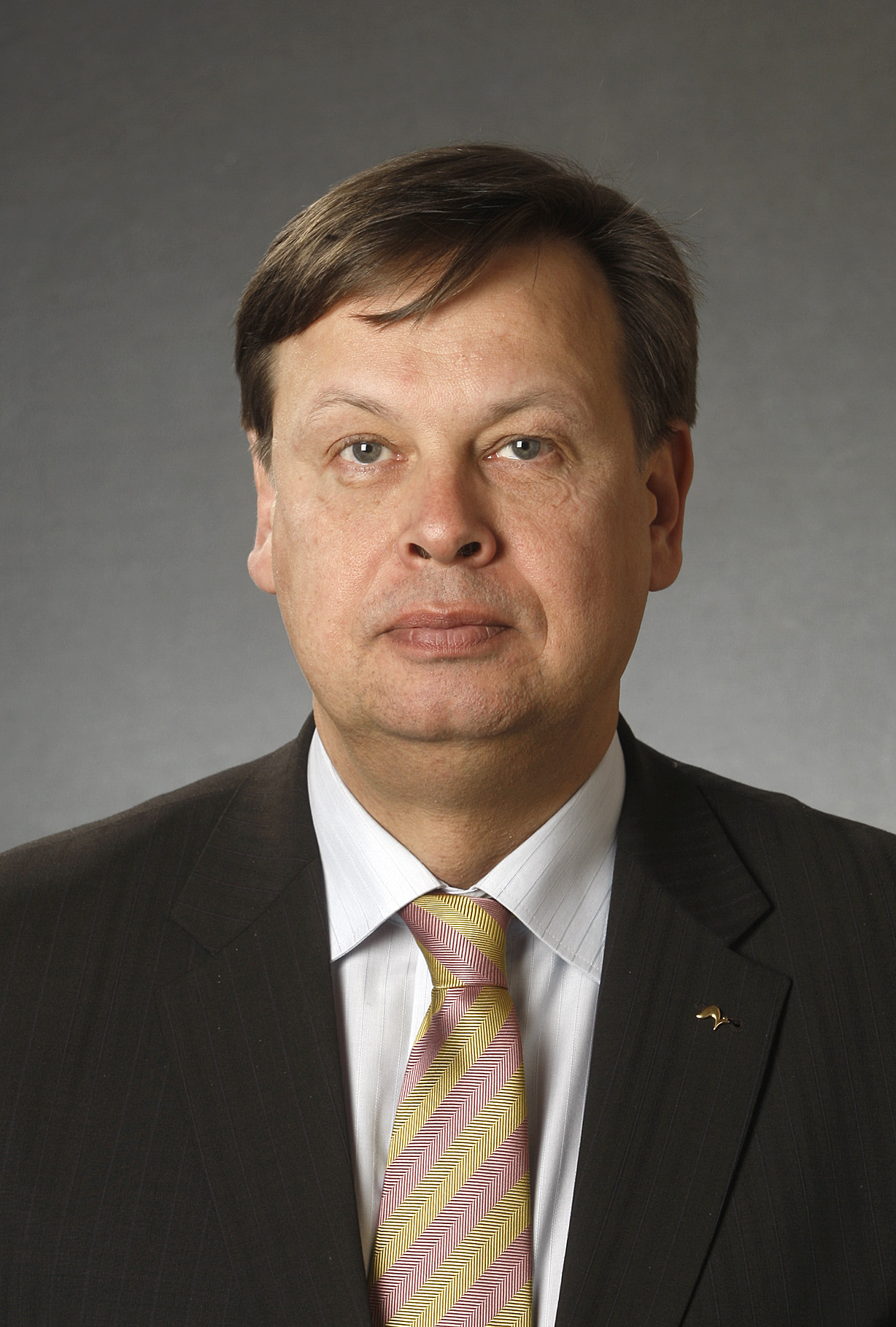

Margus Hanson (ur. 6 stycznia 1958 w Tartu) – estoński polityk, ekonomista i samorządowiec, działacz Estońskiej Partii Reform, parlamentarzysta, w latach 2003–2004 minister obrony.

## Życiorys
Absolwent studiów z zakresu finansów na Uniwersytecie w Tartu (1981), w 1992 uzyskał licencjat z zakresu ekonomii. Zawodowo związany z macierzystą uczelnią, w latach 90. pracował w sektorze bankowym. Zaangażował się w działalność polityczną w ramach Estońskiej Partii Reform. W latach 1997–2003 i 2007–2011 był wiceburmistrzem Tartu. W latach 2003–2004 sprawował urząd ministra obrony w rządzie Juhana Partsa. W 2003 po raz pierwszy uzyskał mandat deputowanego do Zgromadzenia Państwowego. Ponownie objął go po wyborach w 2011 za Urmasa Kruuse i wykonywał do 2015. Był delegatem do Zgromadzenia Parlamentarnego Rady Europy.
Jest żonaty, ma troje dzieci.